# Субул, Мохамед
Мохамед Субул (араб. محمد سوبول‎; род. 17 ноября 2001, Касабланка, Касабланка) — марокканский футболист, защитник клуба «Бастия».

## Клубная карьера
Субул — воспитанник клуба «Раджа». 7 марта 2021 года в матче против «Юссуфия Беррешид» он дебютировал в чемпионате Марокко. В 2022 году Мохамед перешёл в «Иттихад Танжер» на правах аренды. 9 сентября в матче против «Атлетика Тетуан» он дебютировал за новую команду. По окончании аренды игрок вернулся в «Ражду». 
В начале 2024 года Субул перешёл во французский клуб «Бастия». 

## Международная карьера
В 2021 году в составе молодёжной сборной Марокко Таргаллин принял участие в молодёжном Кубке Африки в Мавритании. На турнире он сыграл в матчах против команд Гамбии, Ганы, Танзании и Туниса.

## Достижения
Клубные
«Раджа»
- Обладатель Кубка Конфедерации КАФ — 2020/2021